# Seugy
Seugy is een gemeente in het Franse departement Val-d'Oise (regio Île-de-France) en telt 1061 inwoners (2005). De plaats maakt deel uit van het arrondissement Sarcelles.

## Geografie
De oppervlakte van Seugy bedraagt 1,7 km², de bevolkingsdichtheid is 624,1 inwoners per km².

## Verkeer en vervoer
In de gemeente ligt spoorwegstation Seugy.
De onderstaande kaart toont de ligging van Seugy met de belangrijkste infrastructuur en aangrenzende gemeenten.

## Demografie
Onderstaande figuur toont het verloop van het inwonertal (bron: INSEE-tellingen).